# کفر کلبین
کفر کلبین (به عربی: کفر کلبین) یک روستا در سوریه است که در ناحیه مرکزی اعزاز واقع شده‌است. کفر کلبین ۲٬۱۴۶ نفر جمعیت دارد.